# Srednja Diklenica
Srednja Diklenica is een plaats in de gemeente Kapela in de Kroatische provincie Bjelovar-Bilogora. De plaats telt 58 inwoners (2001).